# Donna Leon – Das Gesetz der Lagune
Das Gesetz der Lagune ist ein deutscher Fernsehfilm von Sigi Rothemund aus dem Jahr 2006, der auf dem gleichnamigen Roman von Donna Leon basiert. Es handelt sich um die zwölfte Episode der ARD-Kriminalfilmreihe Donna Leon mit Uwe Kockisch als Commissario Guido Brunetti in der Hauptrolle.

## Handlung
Bei einer Explosion im Hafen von Pellestrina kommen zwei Muschelfischer ums Leben. Sie standen beide unter Drogeneinfluss, wie die Obduktion zeigt. Die Bewohner Pellestrinas mauern bei den Befragungen durch Commissario Brunetti. Vice-Questore Pattas Sekretärin Elettra bietet Brunetti an, ihre dortigen Verwandten zu besuchen und so mit den Menschen über den Vorfall ins Gespräch zu kommen. Ein weiterer Mord passiert auf der Insel. Elettra soll wieder zurück nach Venedig, doch sie weigert sich, weil sie sich vor Ort in den attraktiven Fischer Carlo Targhetta verliebt hat.

## Hintergrund
Das Gesetz der Lagune wurde 2003 in Venedig und Umgebung gedreht. Die Erstausstrahlung auf Das Erste erfolgte am 2. November 2006 zur Hauptsendezeit.

## Kritik
Die Kritiker der Fernsehzeitschrift TV Spielfilm vergaben dem Film die bestmögliche Wertung, sie zeigten mit dem Daumen nach oben. Sie konstatierten: „Steigert sich zu einem packenden Finale“.